# Chewton Mendip
Chewton Mendip is een civil parish in het bestuurlijke gebied Mendip, in het Engelse graafschap Somerset.